# Gonçalves Dias
Pour l’article homonyme, voir Gonçalves Dias (Maranhão).
António Gonçalves Dias (10 août 1823, Caxias - 3 novembre 1864, Guimarães, Maranhão) était un poète et dramaturge romantique brésilien. Il est célèbre pour ses poèmes patriotiques et nationalistes qui lui valurent le titre de poète national du Brésil. Le plus célèbre d'entre eux est Canção do exílio, sans doute le poème le plus connu de la littérature brésilienne. Il a été membre de l'Académie brésilienne des lettres.

## Œuvres

### Poésie
- Primeiros Cantos 1846)
- Segundos Cantos (1848)
- Sextilhas de Frei Antão (1848)
- Últimos Cantos (1851)

### Théâtre
- Patkull (1843)
- Leonor de Mendonça (1847)

### Poèmes épiques
- I-Juca-Pirama (1851)
- Os Timbiras (inachevé, 1856)

### Autres
- Meditação (inachevé, 1850)
- Dicionário da Língua Tupi (1856)

Canção do exilio

« Minha terra tem palmeiras,

Onde canta o sabiá.

As aves que aqui gorjeiam

Não gorjeiam como lá.
Nosso céu tem mais estrelas,

Nossas várzeas têm mais flores.

Nossos bosques têm mais vida,

Nossa vida mais amores.
Em cismar, sozinho, à noite,

Mais prazer encontro eu lá.

Minha terra tem palmeiras,

Onde canta o sabiá.
Minha terra tem primores,

Que tais não encontro eu cá;

Em cismar — sozinho, à noite —

Mais prazer encontro eu lá.

Minha terra tem palmeiras,

Onde canta o sabiá.
Não permita Deus que eu morra

Sem que eu volte para lá;

Sem que desfrute os primores

Que não encontro por cá;

Sem qu'inda aviste as palmeiras

Onde canta o sabiá. »